# Pulverturm (Lindau)

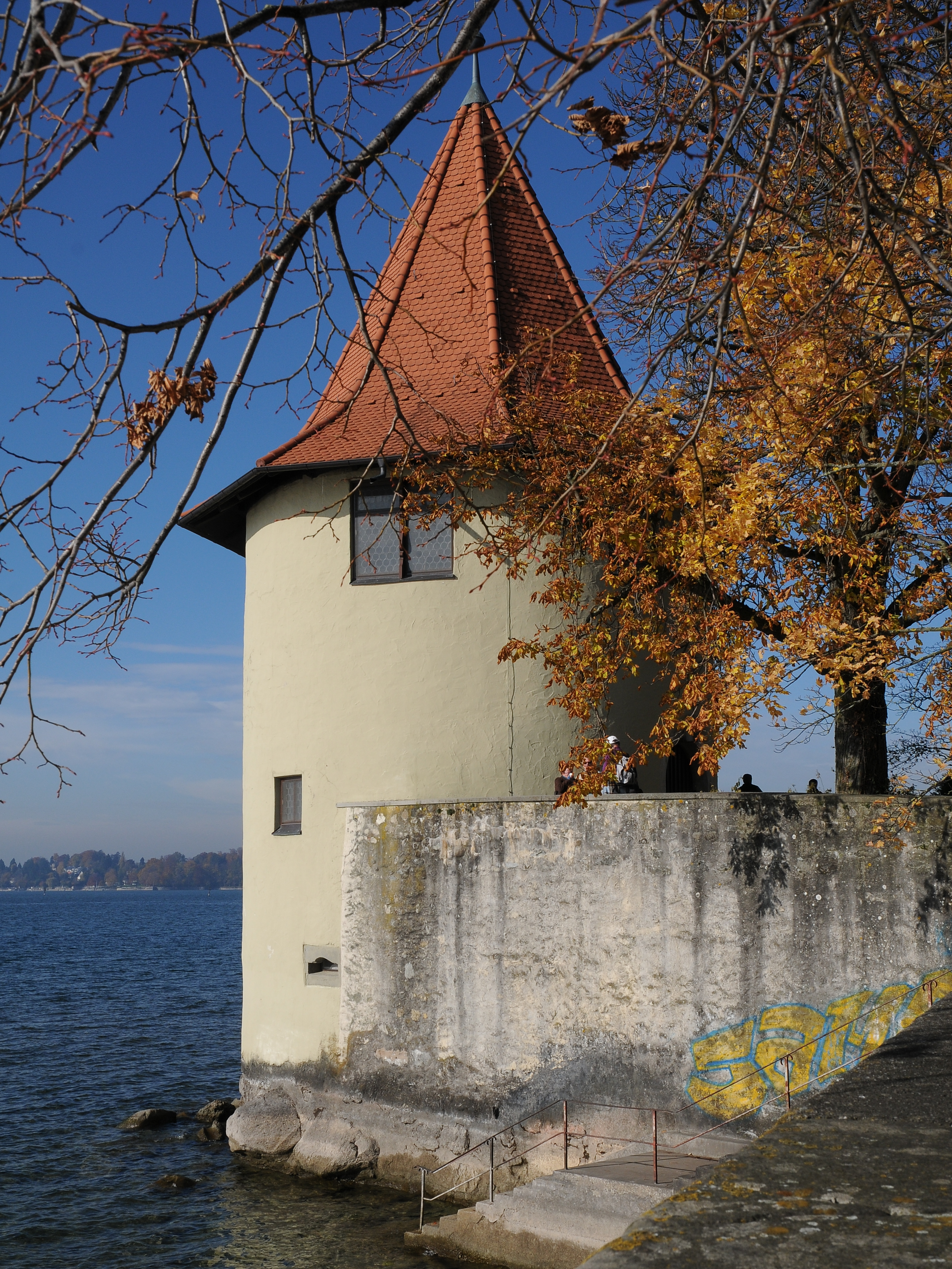
Pulverturm in Lindau

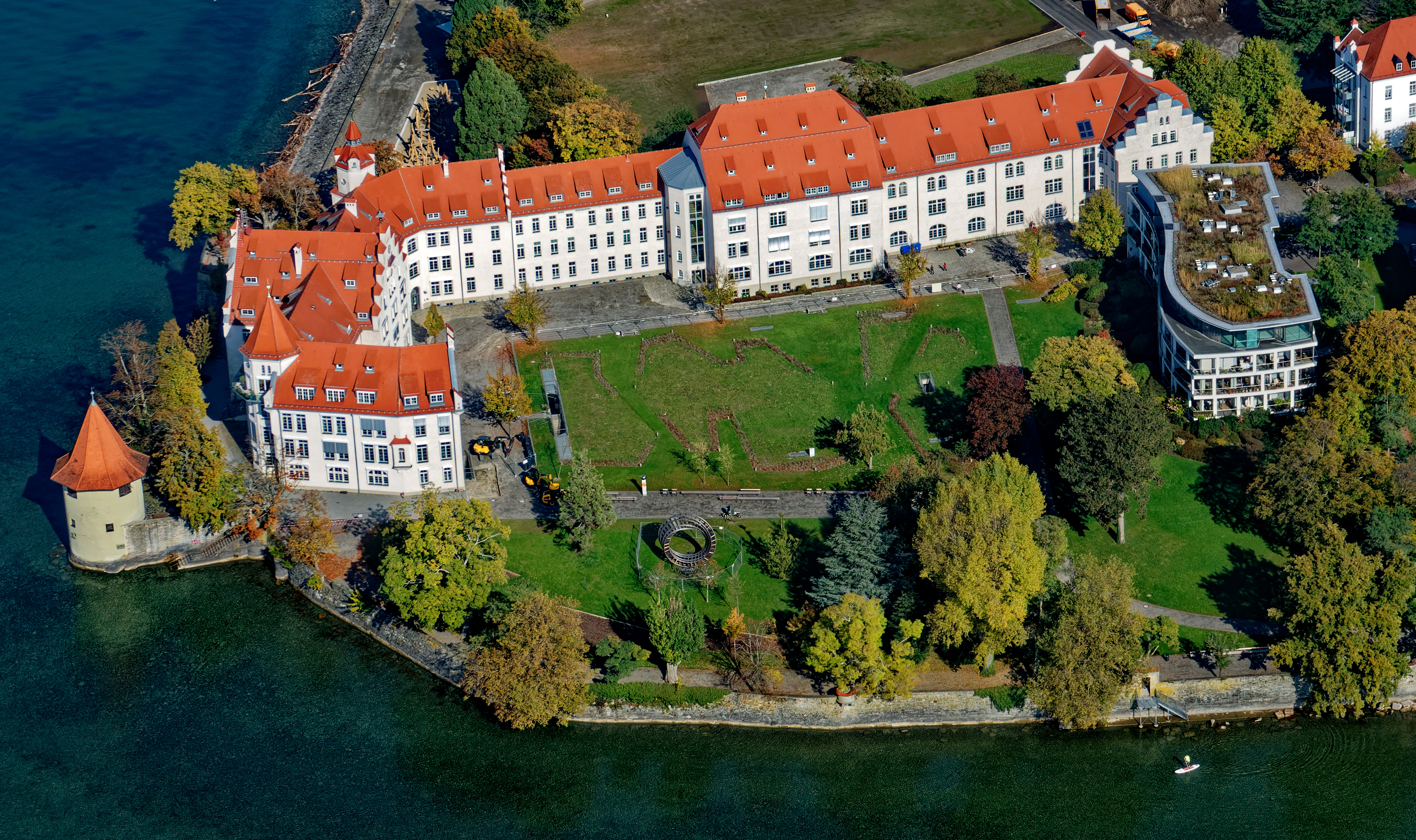
Pulverturm in Lindau; rechts ehemalige Luitpold-Kaserne

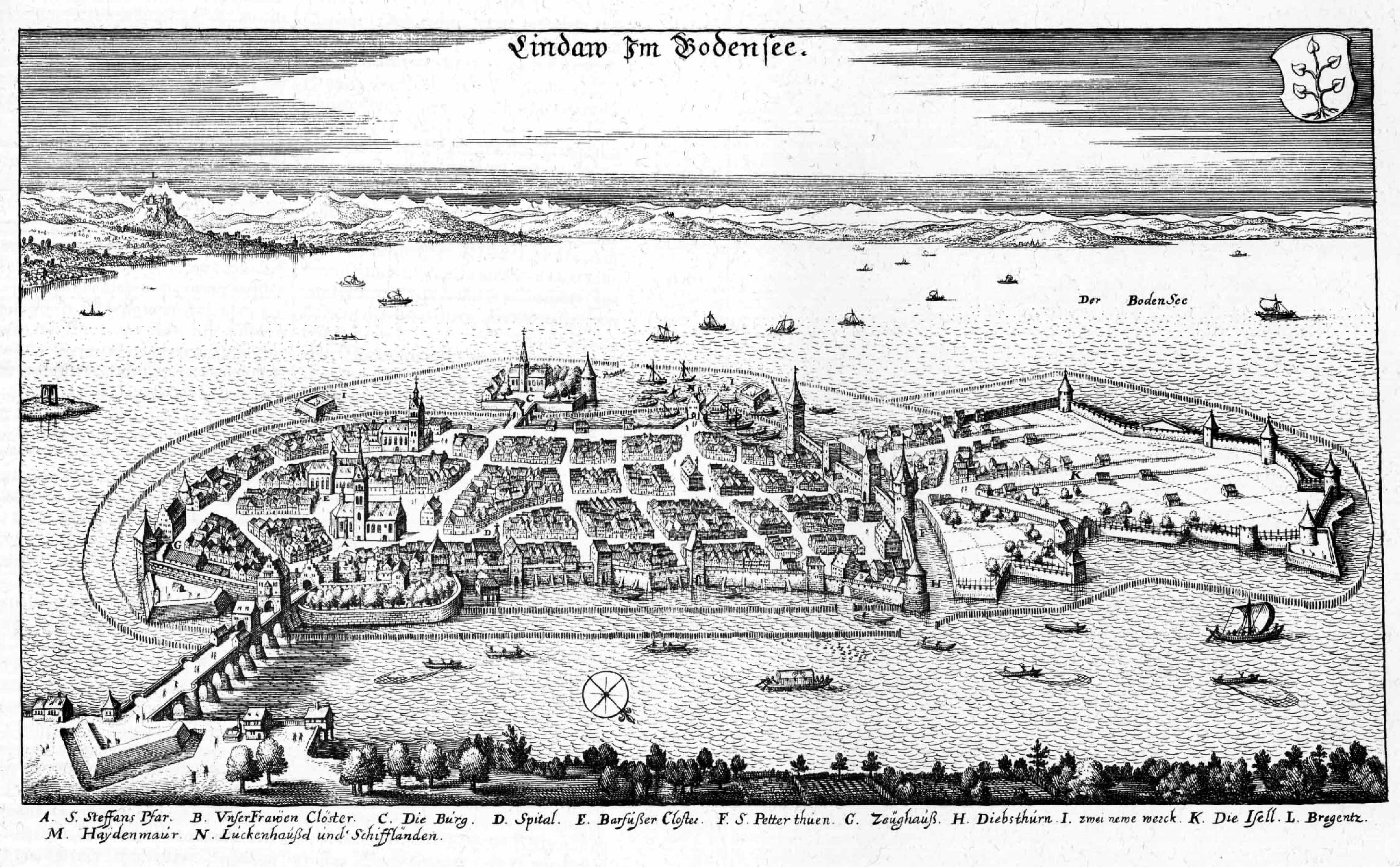
Lindau um 1650, Kupferstich von Caspar Merian

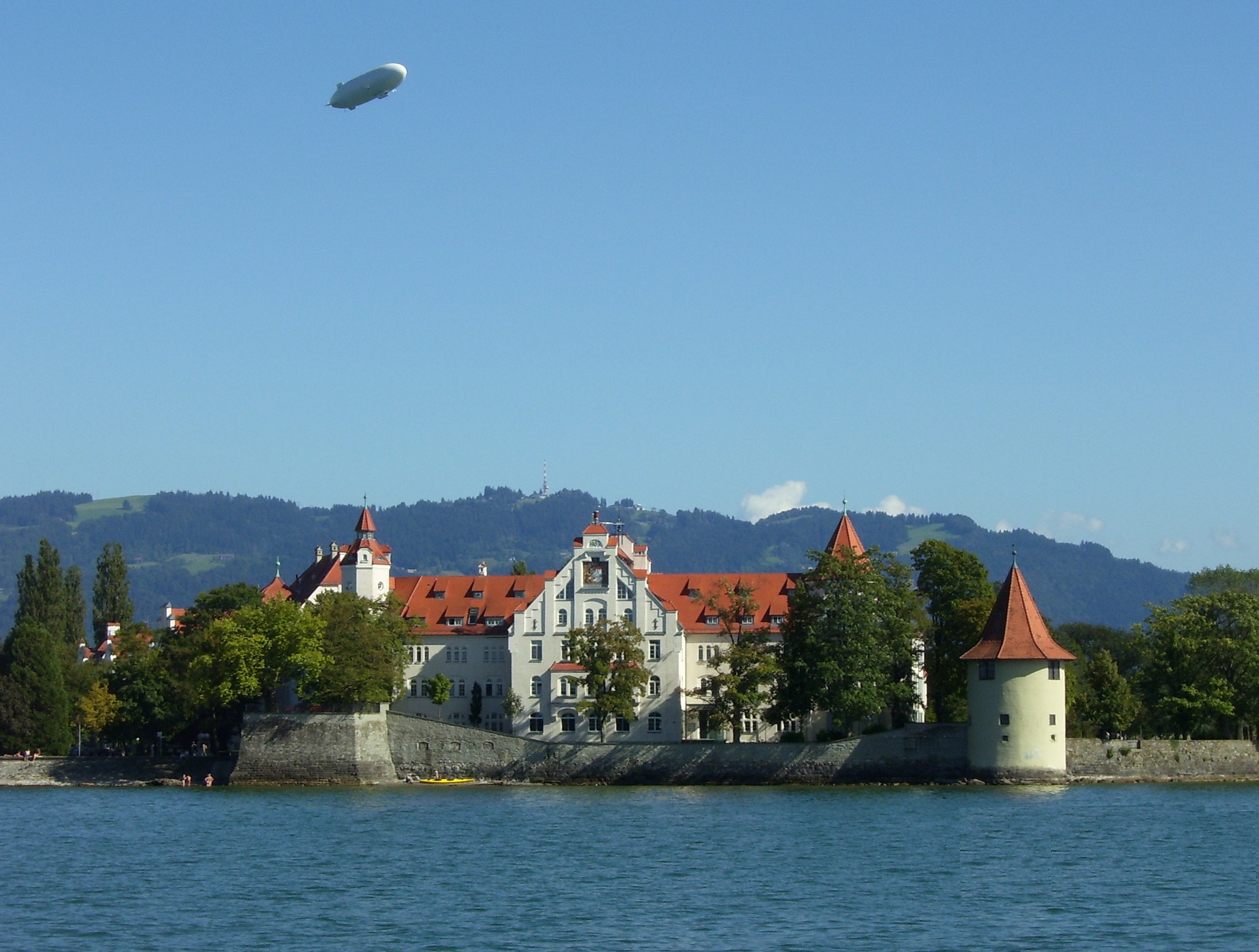
Kaserne und Pulverturm – im Hintergrund der Pfänder

Der Pulverturm steht am westlichsten Punkt der Inselstadt Lindau im Bodensee und ist Teil der Ummauerung der Stadt.

## Befestigung und Wehrturm
Diese Befestigung wurde wahrscheinlich als Folge des Schweizerkrieges für notwendig erachtet. Es ist ein im Jahre 1508 erbauter runder Turm mit Zeltdach.
Der Wehrturm wurde in die Ummauerung der Stadt einbezogen, als in Lindau der Bereich der „hinteren Insel“, auf der damals Äcker, Weingärten sowie ein Friedhof lagen, befestigt wurde.
Zu Beginn des Dreißigjährigen Kriegs (1618 bis 1648) wurde das ursprüngliche Spitzdach um zwei Meter niedriger, um damit weniger Angriffsfläche zu bieten. Lindau wurde schließlich in den Jahren 1646/47 von den schwedischen Truppen belagert und der Wehrbau half mit, die Stadt zu schützen, bis die Schweden durch die kaiserlichen Besatzungstruppen abgewehrt werden konnten.

## Pulverturm und spätere Nutzung
Gegen Ende des 18. Jahrhunderts wurde schließlich aus dem bisherigen Wehrturm ein Pulverturm, was ihm den heutigen Namen verlieh. Nach den napoleonischen Kriegen lagerte die Lindauer Bürgerwehr ihr Pulver im Turm.
Der Turm wurde bautechnisch im Inneren verändert in den Jahren 1897/98, da er dem Lindauer Bürgermeister Heinrich Schützinger als Sommerwohnung überlassen wurde:

Im Erdgeschoss mit seinen zwei Meter dicken Mauern wurde ein Aufenthaltsraum eingerichtet und das Obergeschoss durch eine Treppe begehbar gemacht. Äußerlich wurde nichts verändert, als der komplette Umbau unter der Obhut des Architekten und Lindauer Ehrenbürgers Prof. Friedrich von Thiersch durchgeführt wurde.
1904 zieht das Militär in die neu errichtete, nach dem damaligen bayerischen Prinzregenten benannte Luitpoldkaserne auf der Hinteren bzw. Westlichen Insel ein. Als die Franzosen 1945 kampflos Lindau besetzten und in der Kaserne Stellung bezogen, nahmen sie auch den Pulverturm in Beschlag und erst im Frühjahr 1952 wurde er wieder freigegeben.
Seit 1969 befindet sich der Pulverturm im Eigentum der Stadtwerke Lindau, er wurde 1988 durch den Restaurator Wolfram Kronmüller renoviert und heute finden hier Sitzungen und Tagungen statt.

## Zusätzliche Pfahlumwehrung im See
Im Bereich der Insel Lindau konnten zur weiteren Befestigung zudem Reste einer ehemaligen Pfahlumwehrung im Wasser des Bodensees dokumentiert werden, die bereits in einer realistischen Darstellung der Insel aus dem Jahre 1650 dargestellt sind.
Gerade in den kalten Wintermonaten sind bei niedrigem Wasserstand mehrere Pfahlreihen um die Insel Lindau – und eben gerade auch vor dem Pulverturm – zu beobachten. Diese Pfahlreihe verläuft auf einer Länge von etwa 50 Metern parallel zur heutigen Uferlinie und beschreibt danach einen Bogen in nordöstlicher Richtung, bevor sie auf das heutige Ufer trifft und dort endet.